# Кубок Бельгии по футболу 2013/2014
Кубок Бельгии по футболу 2013/14 года (фр. Cofidis Cup 2013/2014) — 59-й розыгрыш Кубка Бельгии по футболу.

## Первые раунды
В первых пяти раундах турнира принимали участие 270 клубов из низших лиг Бельгии. Они выявили 16 команд, прошедших в шестой раунд, где к ним присоединились 16 клубов Про-Лиги.

## Шестой раунд
| Дата      | Хозяева            | Счёт              | Гости                |
| --------- | ------------------ | ----------------- | -------------------- |
| 25.9.2013 | Остенде            | 5:1               | Ат                   |
| 25.9.2013 | Генк               | 3:1               | Тюбиз                |
| 25.9.2013 | Мехелен            | 3:0               | Буссю-Дур            |
| 25.9.2013 | Вестерло           | 1:1 (по пен. 4:3) | Монс                 |
| 25.9.2013 | Андерлехт          | 7:0               | Эйпен                |
| 25.9.2013 | Руселаре           | 1:5               | Васланд-Беверен      |
| 25.9.2013 | Гел                | 0:1               | Локерен              |
| 25.9.2013 | Темпо Оверейсе     | 0:1               | Кортрейк             |
| 25.9.2013 | Гент               | 4:0               | Остерзонен Остервейк |
| 25.9.2013 | Визе               | 0:2               | Ауд-Хеверле Лёвен    |
| 25.9.2013 | Хамме              | 1:2               | Зюлте-Варегем        |
| 25.9.2013 | Шарлеруа           | 1:0               | Вестхук              |
| 25.9.2013 | Волвертем          | 0:3               | Серкль Брюгге        |
| 25.9.2013 | Ломмел Юнайтед     | 2:3               | Льерс                |
| 25.9.2013 | Уайт Стар Брюссель | 0:4               | Стандард Льеж        |
| 25.9.2013 | Ауденарде          | 0:1               | Брюгге               |

## Седьмой раунд
| Дата      | Хозяева         | Счёт                           | Гости             |
| --------- | --------------- | ------------------------------ | ----------------- |
| 4.12.2013 | Остенде         | 0:0 (по пен. 8:7)              | Льерс             |
| 4.12.2013 | Мехелен         | 1:2                            | Генк              |
| 4.12.2013 | Шарлеруа        | 0:3                            | Зюлте-Варегем     |
| 4.12.2013 | Серкль Брюгге   | 1:0                            | Стандард Льеж     |
| 4.12.2013 | Вестерло        | 1:1 (доп.вр. 1:1; по пен. 4:3) | Андерлехт         |
| 4.12.2013 | Васланд-Беверен | 1:3                            | Локерен           |
| 4.12.2013 | Гент            | 3:0                            | Ауд-Хеверле Лёвен |
| 4.12.2013 | Кортрейк        | 0:0 (доп.вр. 1:0)              | Брюгге            |

## 1/4 финала
| Дата 1 матча | Дата 2 матча | Хозяева       | Счёт 1 матча | Счёт 2 матча      | Гости         |
| ------------ | ------------ | ------------- | ------------ | ----------------- | ------------- |
| 18.12.2013   | 14.1.2014    | Гент          | 1:0          | 0:1 (по пен. 5:4) | Кортрейк      |
| 18.12.2013   | 15.1.2014    | Генк          | 0:0          | 0:0 (доп.вр. 0:1) | Остенде       |
| 18.12.2013   | 15.1.2014    | Вестерло      | 0:1          | 2:4               | Локерен       |
| 18.12.2013   | 15.1.2014    | Зюлте-Варегем | 1:0          | 2:3               | Серкль Брюгге |

## 1/2 финала
| Дата 1 матча | Дата 2 матча | Хозяева | Счёт 1 матча | Счёт 2 матча      | Гости         |
| ------------ | ------------ | ------- | ------------ | ----------------- | ------------- |
| 28.1.2014    | 5.2.2014     | Локерен | 1:1          | 1:1 (по пен. 9:8) | Остенде       |
| 29.1.2014    | 5.2.2014     | Гент    | 0:1          | 0:0               | Зюлте-Варегем |

## Финал
| Дата      | Хозяева | Счёт | Гости         |
| --------- | ------- | ---- | ------------- |
| 22.3.2014 | Локерен | 1:0  | Зюлте-Варегем |